# Badminton 2009
Höhepunkte des Badmintonjahres 2009 waren die Weltmeisterschaft und der Sudirman Cup. Vom 9. bis zum 15. Februar wird in Liverpool die Badminton-Mixed-Team-Europameisterschaft ausgetragen. Dänemark gewinnt vor England. Bronze geht an Russland und Polen.
== BWF Super Series ==
| Veranstaltung              | Herreneinzel  | Dameneinzel    | Herrendoppel                   | Damendoppel                   | Mixed                                             |
| -------------------------- | ------------- | -------------- | ------------------------------ | ----------------------------- | ------------------------------------------------- |
| Malaysia Super Series      | Lee Chong Wei | Tine Rasmussen | Jung Jae-sung Lee Yong-dae     | Lee Hyo-jung Lee Kyung-won    | Nova Widianto Liliyana Natsir                     |
| Korea Open Super Series    | Peter Gade    | Tine Rasmussen | Mathias Boe Carsten Mogensen   | Chien Yu-chin Cheng Wen-hsing | Lee Yong-dae Lee Hyo-jung                         |
| All England Super Series   | Lin Dan       | Wang Yihan     | Cai Yun Fu Haifeng             | Zhang Yawen Zhao Tingting     | He Hanbin Yu Yang                                 |
| Swiss Open Super Series    | Lee Chong Wei | Wang Yihan     | Koo Kien Keat Tan Boon Heong   | Du Jing Yu Yang               | Zheng Bo Ma Jin                                   |
| Singapore Super Series     | Bao Chunlai   | Zhou Mi        | Anthony Clark Nathan Robertson | Zhang Yawen Zhao Tingting     | Zheng Bo Ma Jin                                   |
| Indonesia Super Series     | Lee Chong Wei | Saina Nehwal   | Jung Jae-sung Lee Yong-dae     | Chin Eei Hui Wong Pei Tty     | Zheng Bo Ma Jin                                   |
| China Masters Super Series | Lin Dan       | Wang Shixian   | Guo Zhendong Xu Chen           | Du Jing Yu Yang               | Tao Jiaming Wang Xiaoli                           |
| Japan Super Series         | Bao Chunlai   | Wang Yihan     | Markis Kido Hendra Setiawan    | Ma Jin Wang Xiaoli            | Songphon Anugritayawon Kunchala Voravichitchaikul |
| Denmark Super Series       | Simon Santoso | Tine Rasmussen | Koo Kien Keat Tan Boon Heong   | Pan Pan Zhang Yawen           | Joachim Fischer Nielsen Christinna Pedersen       |
| French Super Series        | Lin Dan       | Wang Yihan     | Markis Kido Hendra Setiawan    | Ma Jin Wang Xiaoli            | Nova Widianto Liliyana Natsir                     |
| Hong Kong Super Series     | Lee Chong Wei | Wang Yihan     | Jung Jae-sung Lee Yong-dae     | Ma Jin Wang Xiaoli            | Robert Mateusiak Nadieżda Kostiuczyk              |
| China Open Super Series    | Lin Dan       | Jiang Yanjiao  | Jung Jae-sung Lee Yong-dae     | Tian Qing Zhang Yawen         | Lee Yong-dae Lee Hyo-jung                         |
| BWF Super Series Finals    | Lee Chong Wei | Wong Mew Choo  | Jung Jae-sung Lee Yong-dae     | Wong Pei Tty Chin Eei Hui     | Joachim Fischer Nielsen Christinna Pedersen       |

== BWF Grand Prix ==
| Veranstaltung       | Herreneinzel            | Dameneinzel            | Herrendoppel                    | Damendoppel                          | Mixed                                             |
| ------------------- | ----------------------- | ---------------------- | ------------------------------- | ------------------------------------ | ------------------------------------------------- |
| India Open          | Taufik Hidayat          | Pi Hongyan             | Choong Tan Fook Lee Wan Wah     | Ma Jin Wang Xiaoli                   | Flandy Limpele Vita Marissa                       |
| Malaysia Open GPG   | Lee Chong Wei           | Wang Shixian           | Koo Kien Keat Tan Boon Heong    | Ma Jin Wang Xiaoli                   | Zheng Bo Ma Jin                                   |
| Philippines Open    | Chen Long               | Wang Xin               | Mohammad Ahsan Bona Septano     | Gao Ling Wei Yili                    | Zhang Nan Lu Lu                                   |
| Thailand Open       | Nguyễn Tiến Minh        | Liu Jian               | Chan Peng Soon Lim Khim Wah     | Yang Wei Zhang Jiewen                | Songphon Anugritayawon Kunchala Voravichitchaikul |
| Macau Open          | Lee Chong Wei           | Wang Yihan             | Koo Kien Keat Tan Boon Heong    | Du Jing Yu Yang                      | He Hanbin Yu Yang                                 |
| Chinese Taipei Open | Nguyễn Tiến Minh        | Cheng Shao-chieh       | Chen Hung-ling Lin Yu-lang      | Yang Wei Zhang Jiewen                | Valiyaveetil Diju Jwala Gutta                     |
| German Open         | Bao Chunlai             | Wang Yihan             | Lee Yong-dae Shin Baek-cheol    | Cheng Shu Zhao Yunlei                | Xu Chen Zhao Yunlei                               |
| US Open             | Taufik Hidayat          | Anna Rice              | Howard Bach Tony Gunawan        | Huang Ruilin Jiang Xuelian           | Howard Bach Eva Lee                               |
| Australia Open      | Dionysius Hayom Rumbaka | Maria Febe Kusumastuti | Gan Teik Chai Tan Bin Shen      | Huang Chia-chi Tang Hetian           | Yohan Hadikusumo Wiratama Chau Hoi Wah            |
| New Zealand Open    | Chan Yan Kit            | Sayaka Sato            | Rupesh Kumar Sanave Thomas      | Annisa Wahyuni Anneke Feinya Agustin | Fran Kurniawan Pia Zebadiah                       |
| Russian Open        | Vladimir Malkov         | Ella Diehl             | Vladimir Ivanov Ivan Sozonov    | Valeria Sorokina Nina Vislova        | Vitaliy Durkin Nina Vislova                       |
| Bitburger Open      | Jan Ø. Jørgensen        | Juliane Schenk         | Rupesh Kumar Sanave Thomas      | Helle Nielsen Marie Røpke            | Mikkel Delbo Larsen Mie Schjøtt-Kristensen        |
| Vietnam Open        | Nguyễn Tiến Minh        | Fransisca Ratnasari    | Luluk Hadiyanto Joko Riyadi     | Anneke Feinya Agustin Annisa Wahyuni | Flandy Limpele Cheng Wen-hsing                    |
| Dutch Open          | Chetan Anand            | Yao Jie                | Kristof Hopp Johannes Schöttler | Valerija Sorokina Nina Vislova       | Alexandr Nikolaenko Valeria Sorokina              |
| India Open GP       | Chetan Anand            | Saina Nehwal           | Adnan Fauzi Tri Kusuma Wardana  | Misaki Matsutomo Ayaka Takahashi     | Arun Vishnu Aparna Balan                          |

==Veranstaltungen==
| - 6. Januar – 11. Januar Malaysia Super Series - 13. Januar – 18. Januar Korea Super Series - 15. Januar – 18. Januar Estonian International - 22. Januar – 25. Januar Swedish International Stockholm - 10. Februar – 15. Februar Mannschafts-Europameisterschaft - 18. Februar – 21. Februar Austrian International - 24. Februar – 1. März German Open - 3. März – 8. März All England - 5. März – 8. März Croatian International - 10. März – 15. März Swiss Open - 19. März – 22. März Romanian International - 24. März – 29. März India Open - 25. März – 29. März Polish Open - 2. April – 4. April Finnish International - 3. April – 12. April Junioreneuropameisterschaft - 7. April – 12. April Asienmeisterschaft - 16. April – 19. April Dutch International - 24. April – 29. April Afrikameisterschaft - 27. April – 2. Mai Canada Open - 30. April – 3. Mai Portugal International - 10. Mai – 17. Mai Sudirman Cup - 14. Mai – 17. Mai Slovenian International - 21. Mai – 24. Mai Spanish International - 27. Mai – 31. Mai Le Volant d’Or de Toulouse - 19. Juni – 25. Juni Hochschul-EM - 23. Juni – 28. Juni Malaysia Open Grand Prix Gold | - 26. Juni – 28. Juni Mauritius International - 1. Juli – 5. Juli St. Petersburg White Nights - 7. Juli – 12. Juli US Open - 21. Juli – 26. Juli Thailand Open - 21. Juli – 26. Juli Australian Open - 3. September – 6. September Belgian International - 15. September – 20. September China Masters - 22. September – 27. September Japan Open - 23. September – 27. September Russian Open - 24. September – 27. September Czech International - 27. September – 3. Oktober Seniorenweltmeisterschaft - 30. September – 5. Oktober Bitburger Open - 1. Oktober – 4. Oktober Bulgarian International - 6. Oktober – 11. Oktober Vietnam Open - 13. Oktober – 18. Oktober Dutch Open - 20. Oktober – 25. Oktober Denmark Open - 27. Oktober – 1. November French Open - 29. Oktober – 1. November Hungarian International - 2. Dezember – 6. Dezember Bahrain International - 2. Dezember – 6. Dezember BWF Super Series Finale - 3. Dezember – 6. Dezember Irish International - 8. Dezember – 11. Dezember Italian International - 9. Dezember – 13. Dezember Ostasienspiele - 17. Dezember – 20. Dezember Greece International - 17. Dezember – 20. Dezember Turkey International - 27. Dezember – 29. Dezember Copenhagen Masters |